# Fresnedo de Valdellorma
Fresnedo de Valdellorma es una localidad española que forma parte del municipio de La Ercina, en la provincia de León, comunidad autónoma de Castilla y León.

## Geografía

### Ubicación
| Noroeste: Sobrepeña             | Norte: La Ercina            | Noreste: La Ercina              |
| Oeste: Acisa de las Arrimadas   |                             | Este: La Serna                  |
| Suroeste Palacio de Valdellorma | Sur: Palacio de Valdellorma | Sureste: Palacio de Valdellorma |

## Demografía
Evolución de la población
| Gráfica de evolución demográfica de Fresnedo de Valdellorma entre 2000 y 2017 |
|                                                                               |
| Población de derecho (2000-2017) según el padrón municipal del INE            |